# Ctenochira holmgreni
Ctenochira holmgreni là một loài tò vò trong họ Ichneumonidae.